# Sân bay Bremen
Sân bay Bremen (IATA: BRE, ICAO: EDDW) là một sân bay phục vụ Bremen, Đức.
Sân bay này được thiết lập năm 1913. Năm 1920, hãng hàng không đóng ở Hà Lan KLM đã phục vụ tuyến nối Amsterdam qua Bremen và Hamburg với Copenhagen.
Năm 1945, quân đội Hoa Kỳ chiếm sân bay này và đã giao lại cho thành phố năm 1949. Trong thập niên 1950, có thêm các tuyến nối với Thành phố New York và Rio de Janeiro.
Năm 1989 là năm đầu tiên sân bay này đạt số lượng khách 1 triệu lượt trong một năm.

## Các hãng hàng không và các tuyến bay

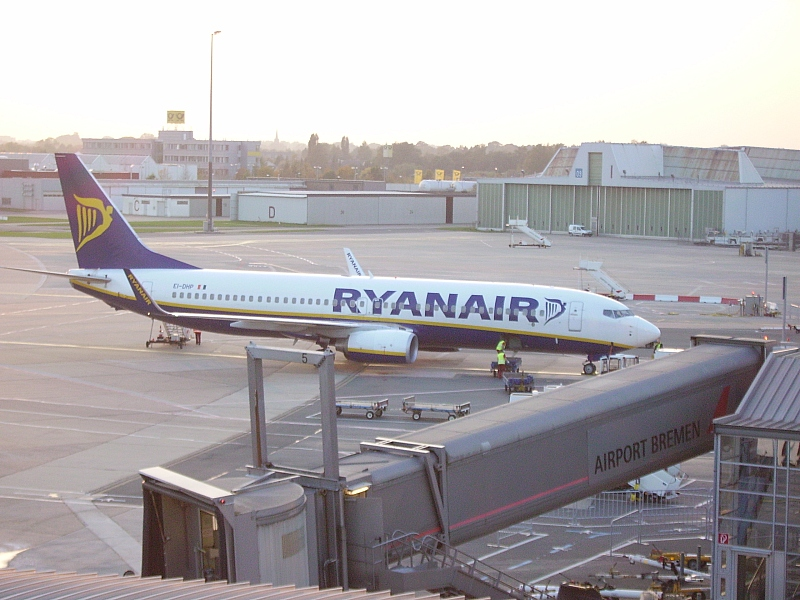
Một chiếc Boeing 737 của Ryanair tại sân bay Bremen

- airberlin (Antalya, Las Palmas, Nuremberg [starts in November 2008], Palma de Mallorca)
  - airberlin do Luftfahrtgesellschaft Walter cung cấp (Berlin-Tegel)
- Air Europa (Palma de Mallorca) [theo mùa]
- Air France
  - Air France do Régional đảm trách (Paris-Charles de Gaulle)
- Air Via (Bourgas, Varna) [theo mùa]
- Blue Wings (Antalya)
- Germania (Antalya, Palma de Mallorca) [theo mùa]
- Hamburg International (Antalya, Izmir)
- Inter Airlines (Istanbul-Atatürk)
- Karthago Airlines (Monastir) [theo mùa]
- KLM
  - KLM do KLM Cityhopper cung ứng (Amsterdam)
- Lufthansa (Frankfurt, Munich)
  - Lufthansa Regional do Eurowings cung ứng (Frankfurt)
  - Lufthansa Regional do Lufthansa CityLine cung ứng (Munich, Stuttgart)
- Ostfriesische Lufttransport (Bristol, Brussels, Copenhagen, Hamburg, Palma de Mallorca, Nuremberg, Toulouse, Zurich)
- Ryanair (Alghero, Alicante, Budapest, Dublin, Edinburgh, Girona, Haugesund, London-Stansted, Málaga, Malta, Manchester, Milan-Bergamo, Oslo-Torp, Palma de Mallorca, Paris/Beauvais, Pisa, Riga, Stockholm-Skavsta, Tampere, Trapani, Venice-Treviso, Verona)
- Sky Airlines (Antalya)
- SunExpress (Antalya)
- Tunis Air (Monastir)
- XL Airways Germany (Antalya, Fuerteventura, Heraklion, Kos, Las Palmas, Palma de Mallorca, Rhodes, Tenerife-South)